# 第35诸兵种合成集团军
第35诸兵种合成集团军是俄罗斯陆军的一支野战军。这支军队成立於1941年7月。它在二战期间負責防守滨海边疆区，1945年8月，該部隊參與滿洲戰略攻勢行動，并在二战结束后不久解散。 1960年代末中苏交恶時，該集團軍再度成立，並且總部位於别洛戈尔斯克。該部隊於2010年隸屬於东部军区。截至2022年，第35集团军下辖第38摩托化步兵旅、第64摩托化步兵旅、第69哥萨克掩护旅、第71防空导弹旅、第107导弹旅、第165近卫炮兵旅、第35防化团、第54通信旅、第553独立通信营、第668通信中心、第103物资保障旅及其他直属单位。
2022年俄羅斯入侵烏克蘭期間，第35集团军的第38摩步旅、第64摩托化步兵旅、第69掩护旅、第165炮兵旅和第107火箭旅被部署至白俄罗斯，之後又參與烏克蘭境內的軍事行動。據一位俄罗斯军事博主表示，第35集团军在2022年伊久姆战役中被击溃，残余部队撤退到别尔哥罗德。2022年6月4日，乌克兰方面稱乌克兰军队几乎完全歼灭了第35集团军。